# Carrer Major (Madrid)

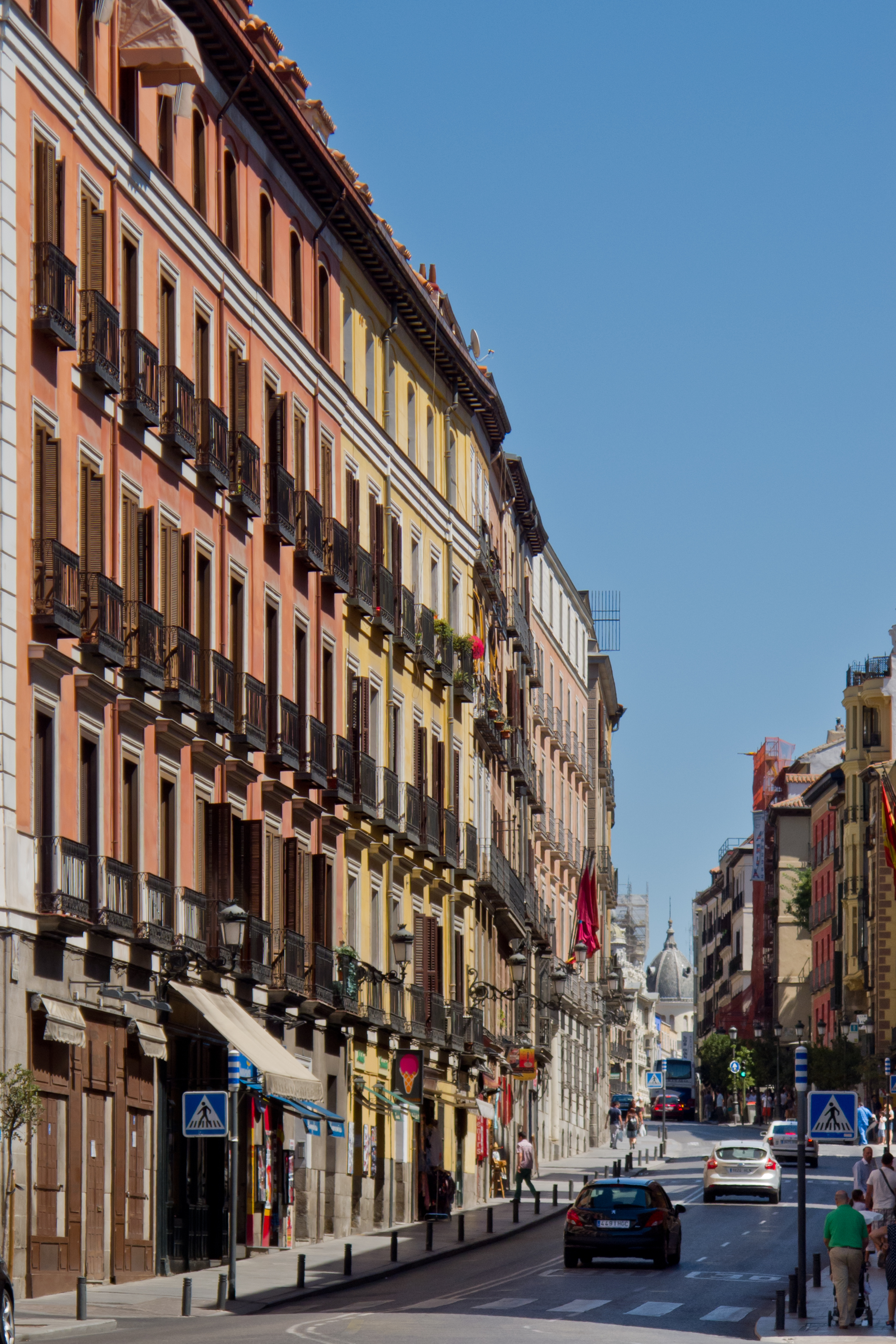
Carrer Mayor de Madrid.

El carrer Major (castellà: Calle Mayor) és un carrer de Madrid. És una via principal de les quals desemboca en la Puerta del Sol i la que va ser oficial Casa de la Villa (casa de l'Ajuntament de Madrid). No tota l'extensió actual va ser denominada carrer Mayor. La història del carrer va unida a la història de Madrid, no hi ha recepció reial que no passés per aquest carrer a través de la Puerta del Sol.

## Història

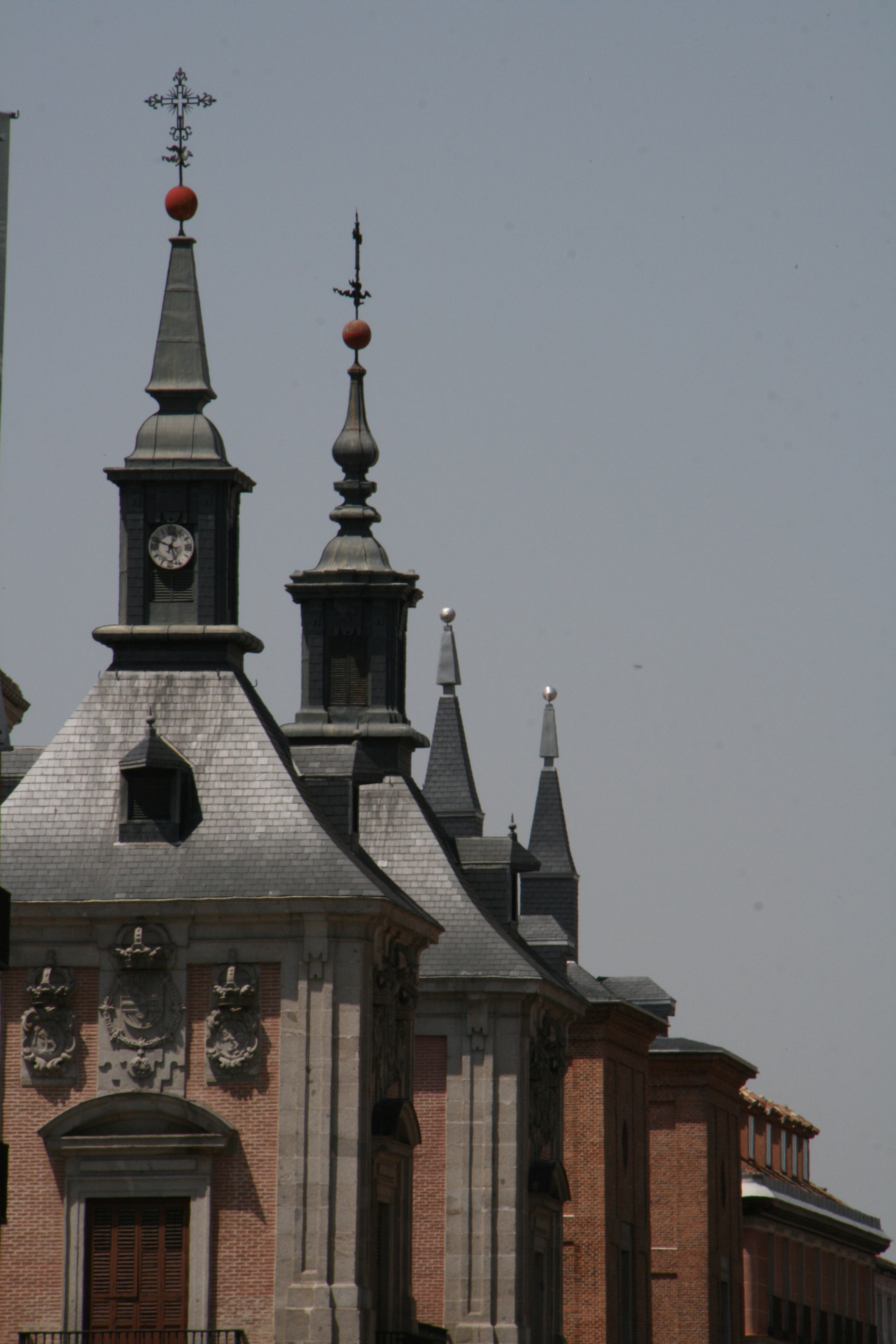
Cobertes de la Casa de la Villa.

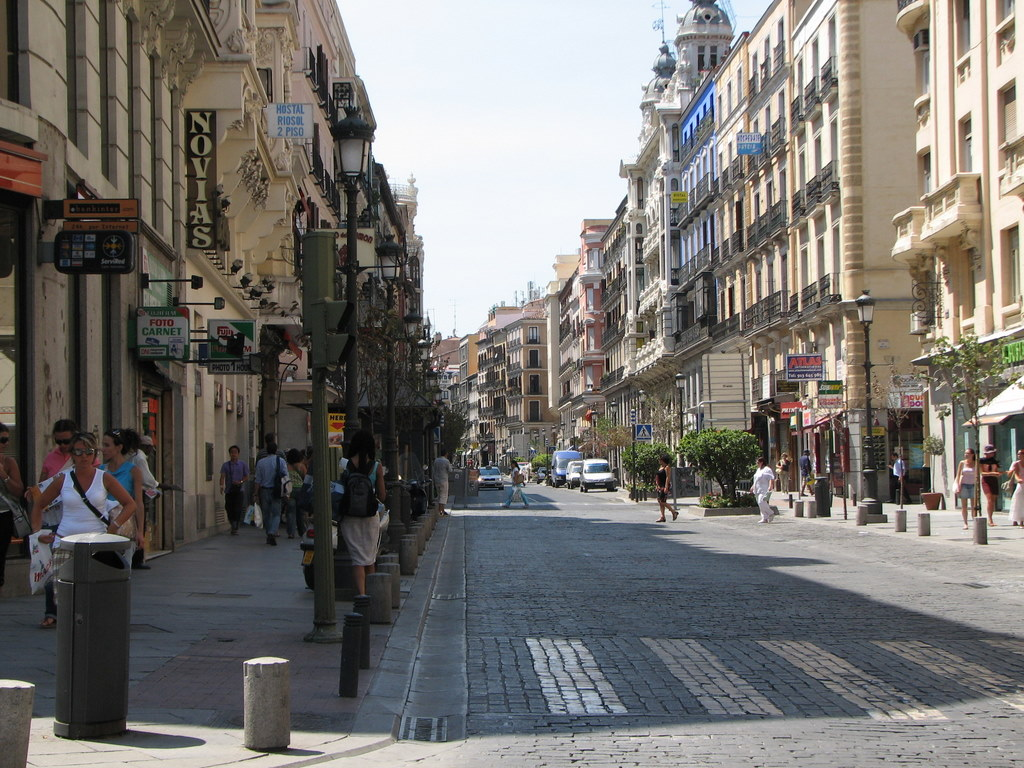
Vista del Carrer Major.

El carrer era conegut al segle xvii per començar des de la Puerta del Sol a l'edifici del Monestir de San Felipe el Real que posseïa la seva façana directament sobre el carrer Esparteros, les llotges eren denominades el «mentidero». Sota la llotja es trobaven unes «covachuelas» lloc de venda de diversos mercats ambulants. Al davant es van col·locar les denominades «soleras». A prop està el lloc en el qual Juan de Tassis y Peralta, segon Comte de Villamediana i Correu major d'Espanya, fou assassinat el diumenge 21 d'agost de 1622 a les vuit de la nit.
Ja al segle xix es va derrocar el Convent per ser construït en el mateix lloc la Casa Cordero i en ella el Gran Bazar de la Unión i el Cafè Lisboa. A la fi del XIX s'obre la pastisseria La Mallorquina. El 31 de maig de 1906 Alfons XIII contreia matrimoni amb Victòria Eugènia de Battenberg. Quan la comitiva es disposava a sortir del carrer Major, l'anarquista Mateu Morral i Roca, des del número 88, llança una bomba camuflada en un ram de flors. La parella real resulta il·lesa però l'explosió provoca una massacre al voltant de la carrossa.

## Edificis antics de pedra i maó

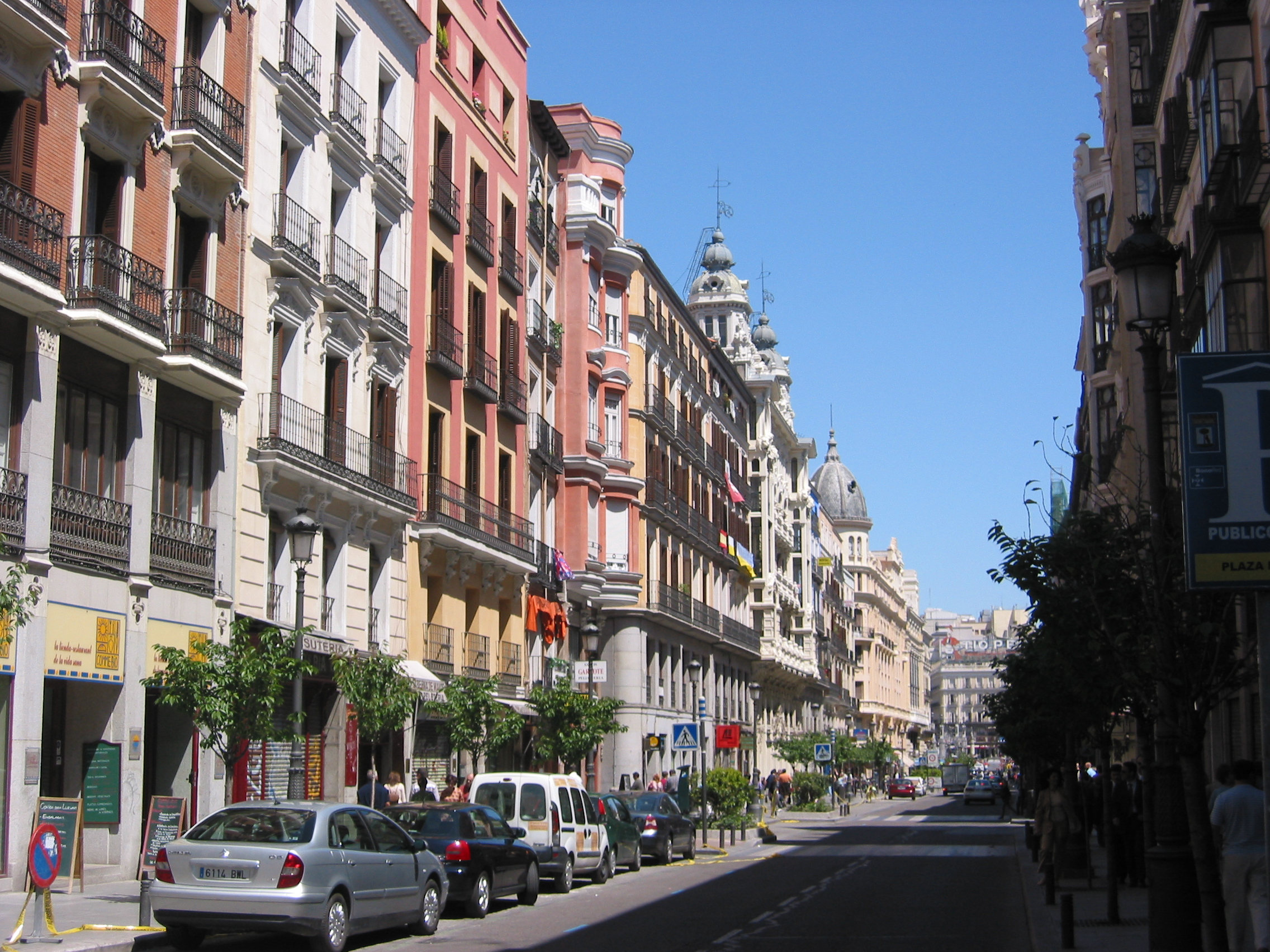
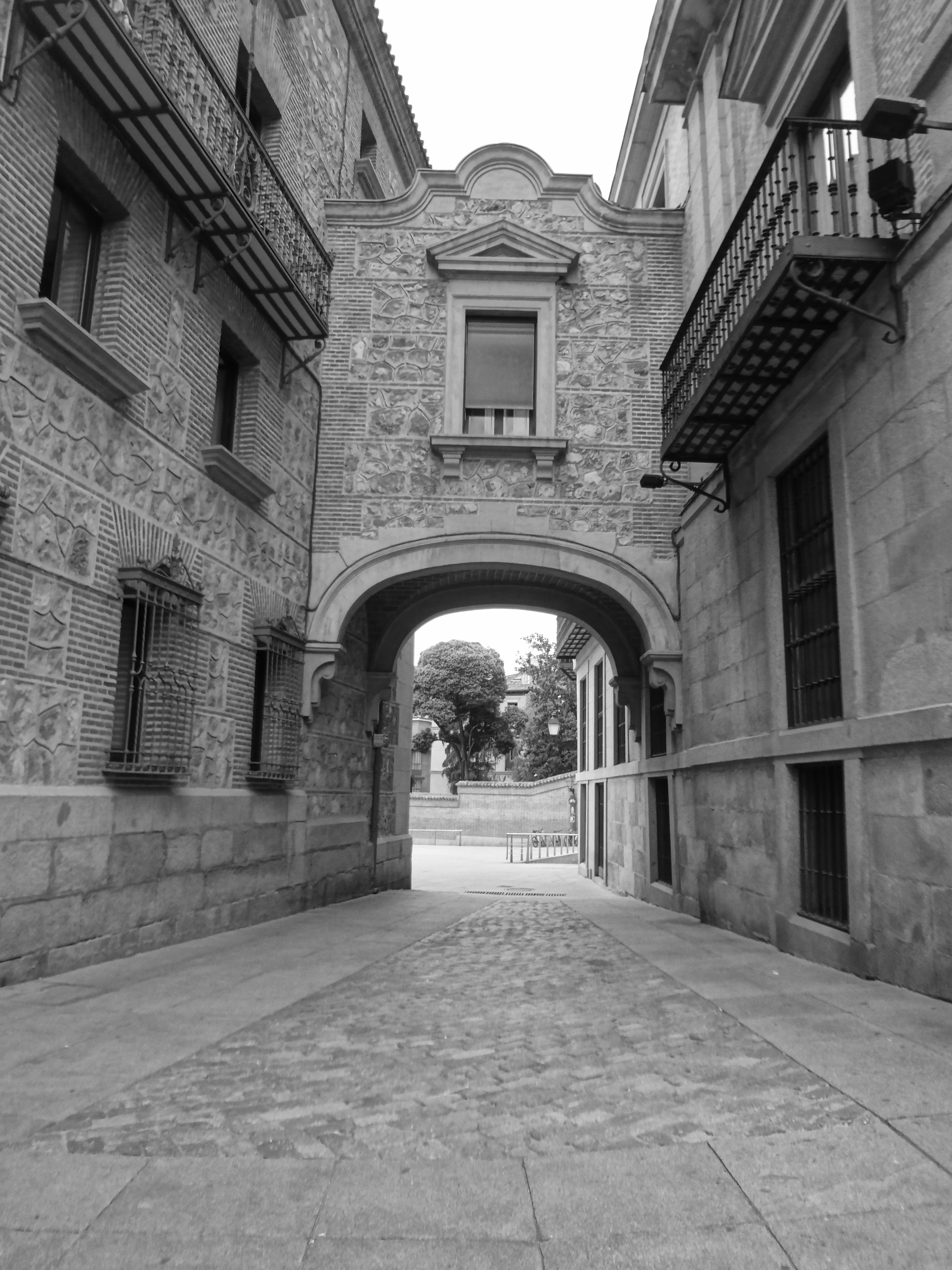
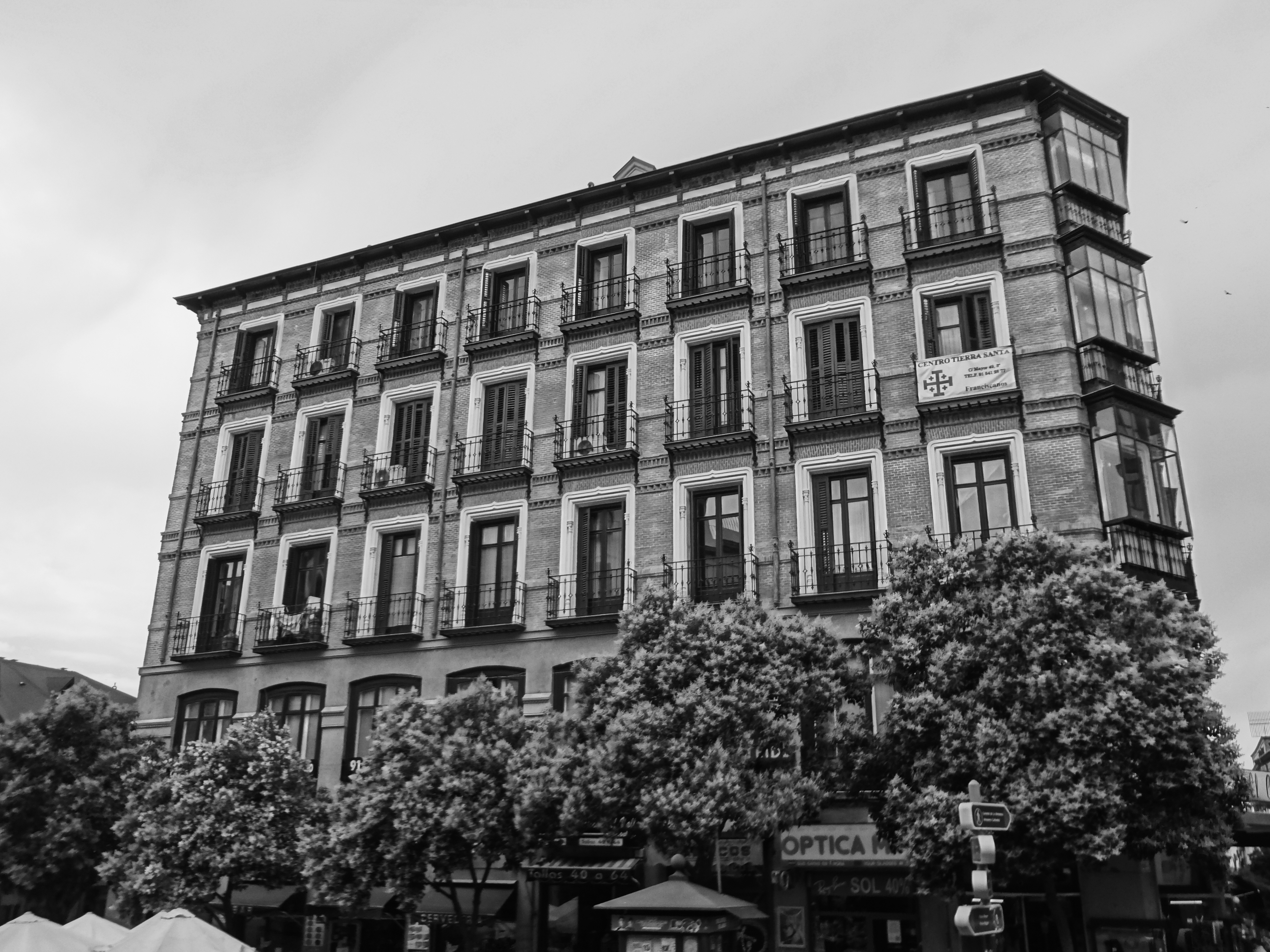
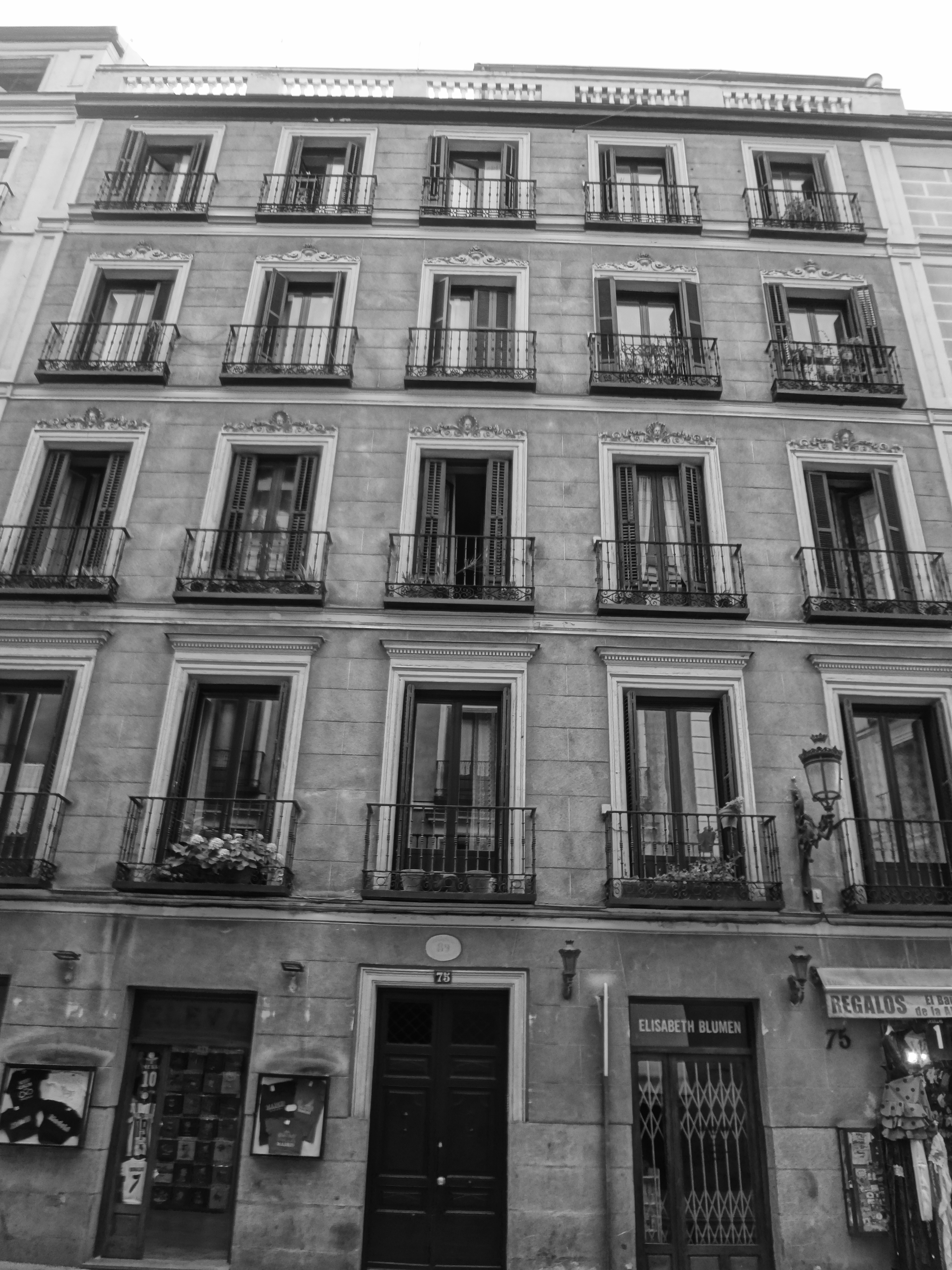
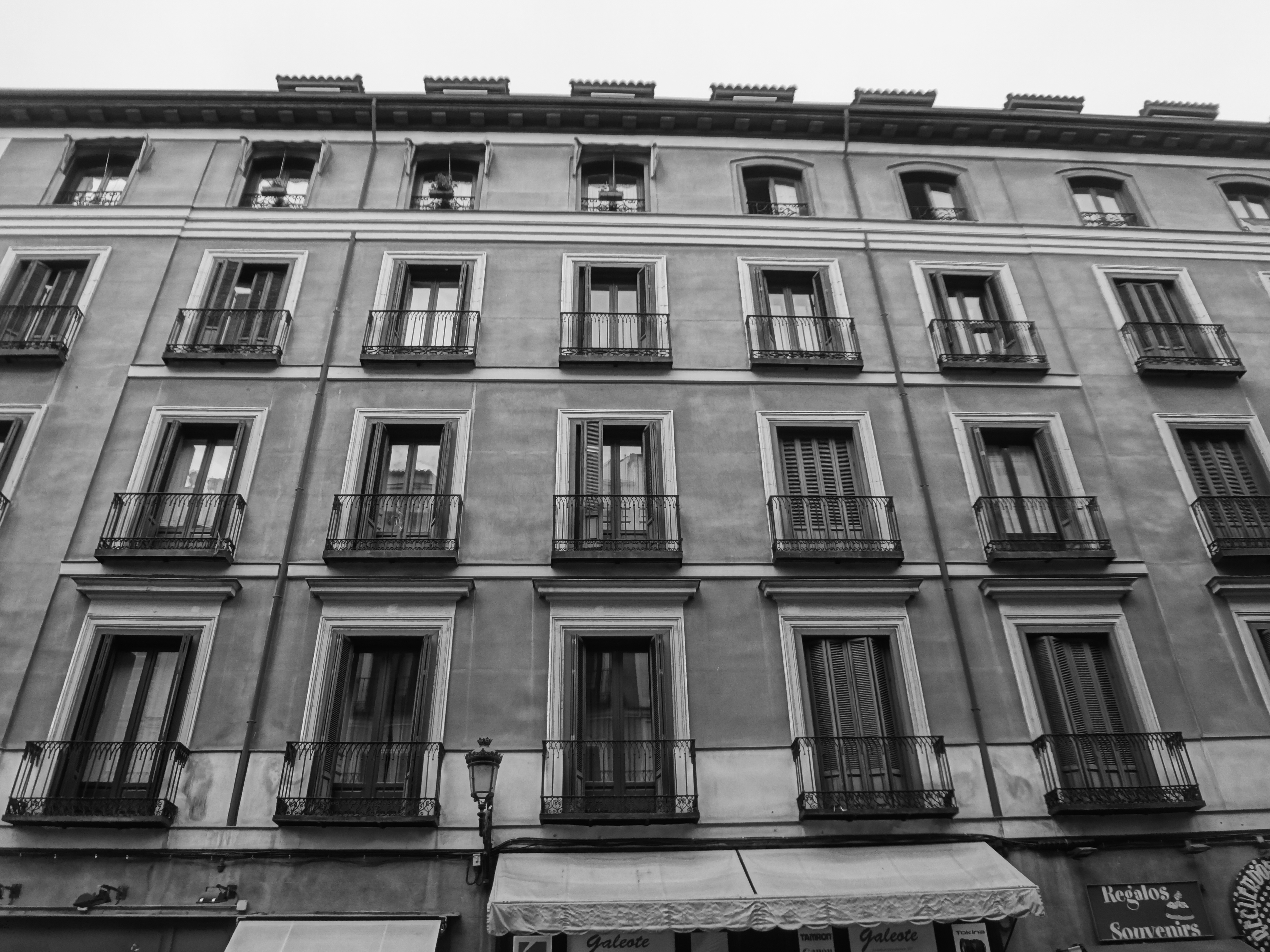
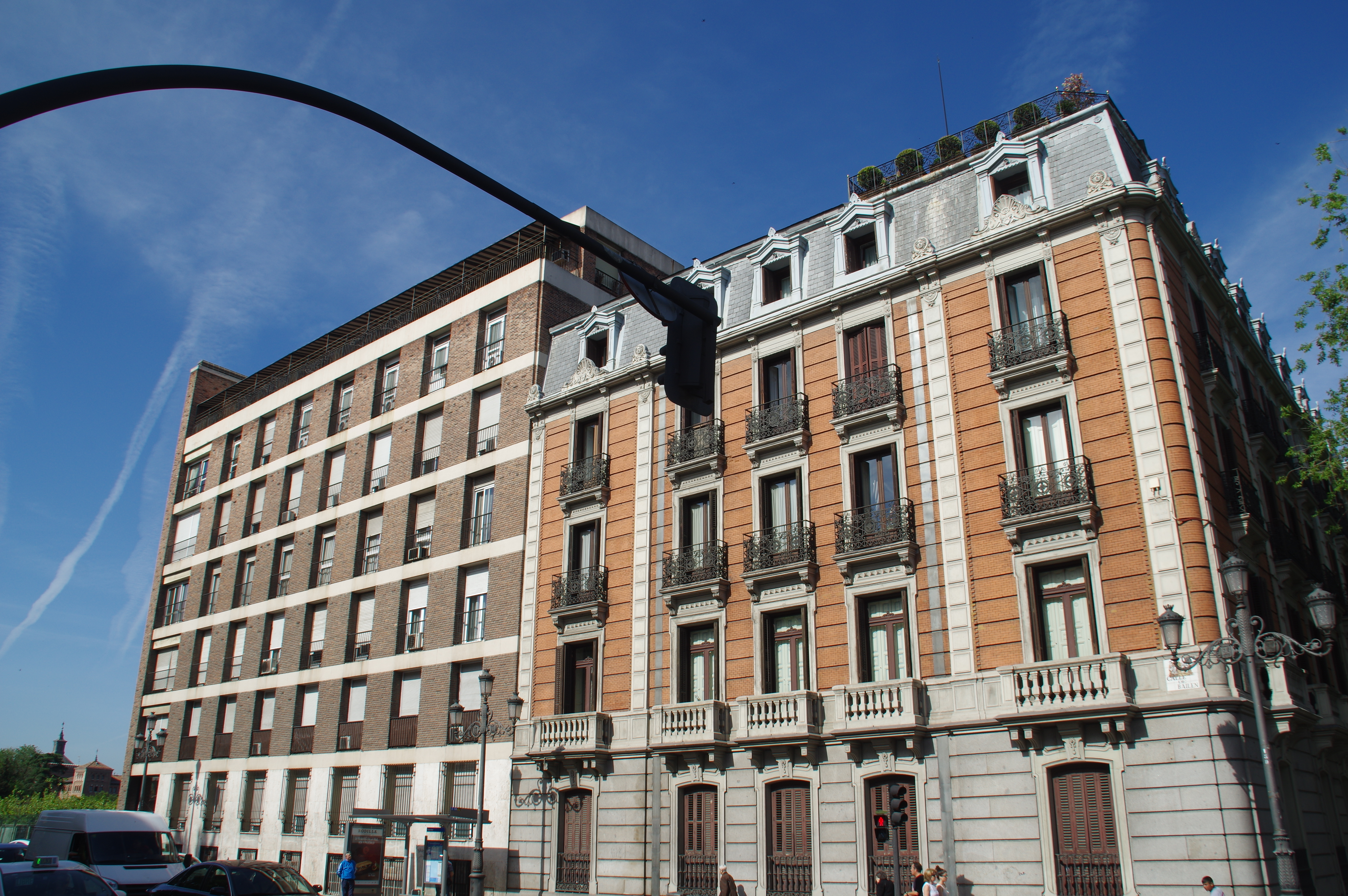
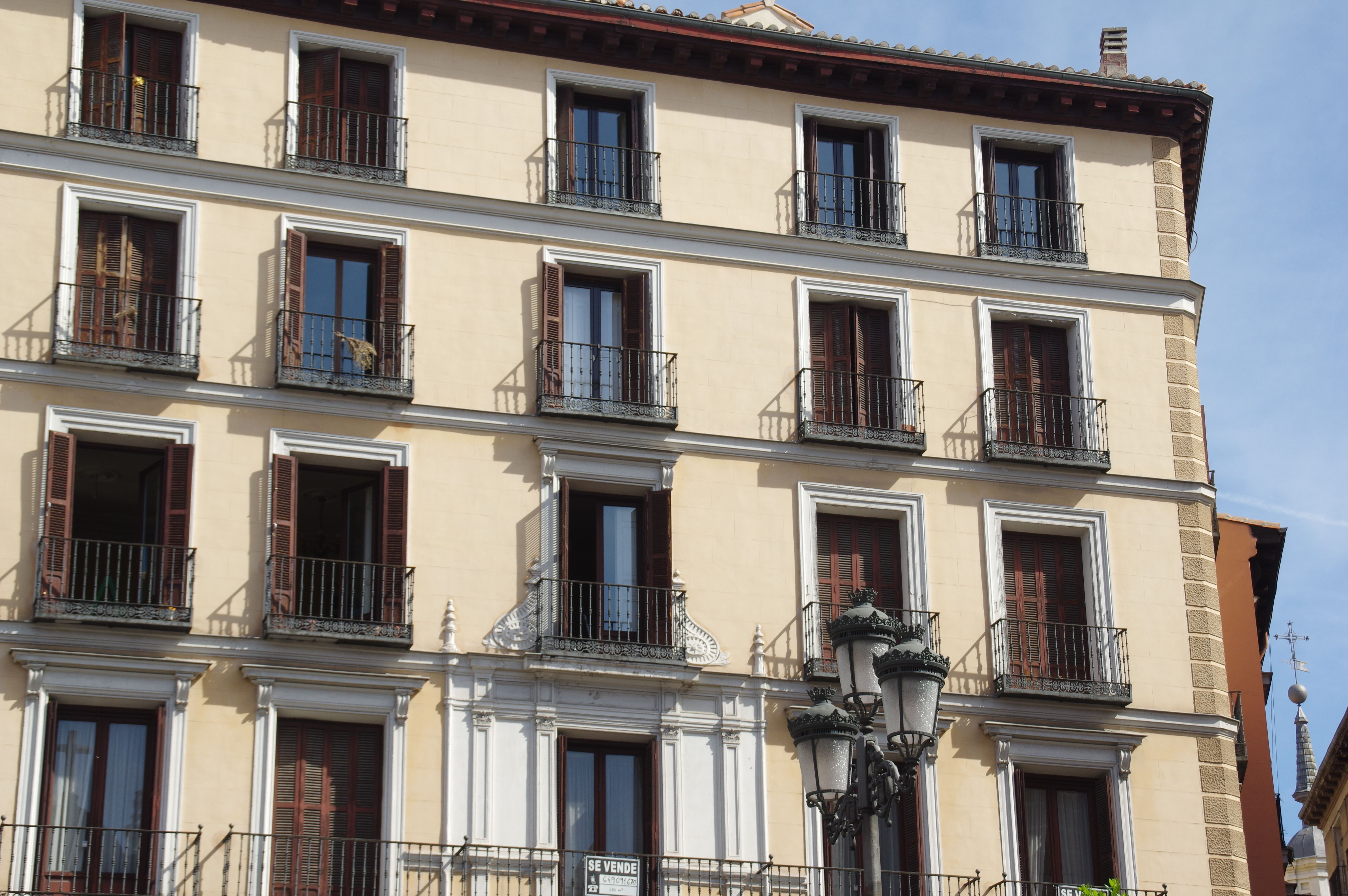
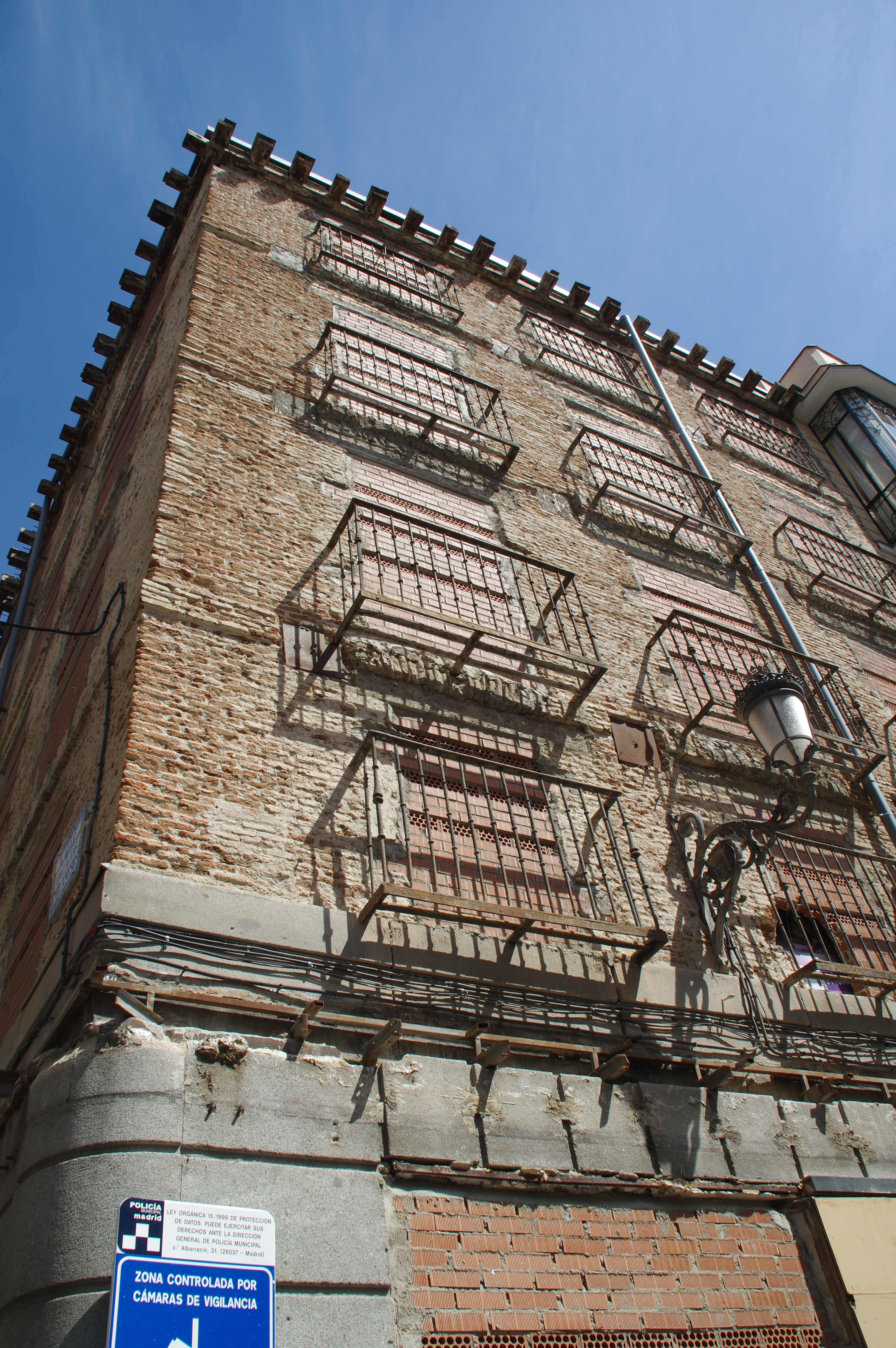

## Carril bici
L'ajuntament de Madrid va inaugurar l'Eix ciclista Mayor - Alcalá que travessa el Carrer Major en pràcticament la seva totalitat. El sentit de pujada és compartit amb la circulació, mentre que el sentit de baixada disposa d'un carril bici propi segregat, la qual cosa va obligar els cotxes a reduir l'espai que els pertanyia de dos carrils a un carril a 30 km/h compartit amb bicicletes

## Edificis rellevants
- Palau d'Oñate, avui enderrocat.
- Palau dels Ducs d'Uceda (o De los Consejos).
- Casa de Calderón de la Barca al Carrer Major, lloc on va viure i morir.
- Església del Sacramento (Església catedral castrense)